# The Killing Moon
«The Killing Moon» — пісня британського, пост-панк-гурту Echo & the Bunnymen, що була випущена 20 січня 1984 року у студійному альбомі Ocean Rain. Ця пісня є однією з успішних хітів гурту, вона досягнула 9-тої позиції в UK Singles Chart і протрималась у ньому 6 тижнів.

## Чарти

### Тижневі чарти
| Чарт (1984)                     | Найвища позиція |
| ------------------------------- | --------------- |
| Australia (Kent Music Report)   | 96              |
| Irish Singles Chart             | 7               |
| New Zealand (Recorded Music NZ) | 12              |
| UK Singles Chart                | 9               |

### Чарти на кінець року
| Чарт (1984)                     | Найвища позиція |
| ------------------------------- | --------------- |
| New Zealand (Recorded Music NZ) | 46              |